# 대한민국-파나마 관계

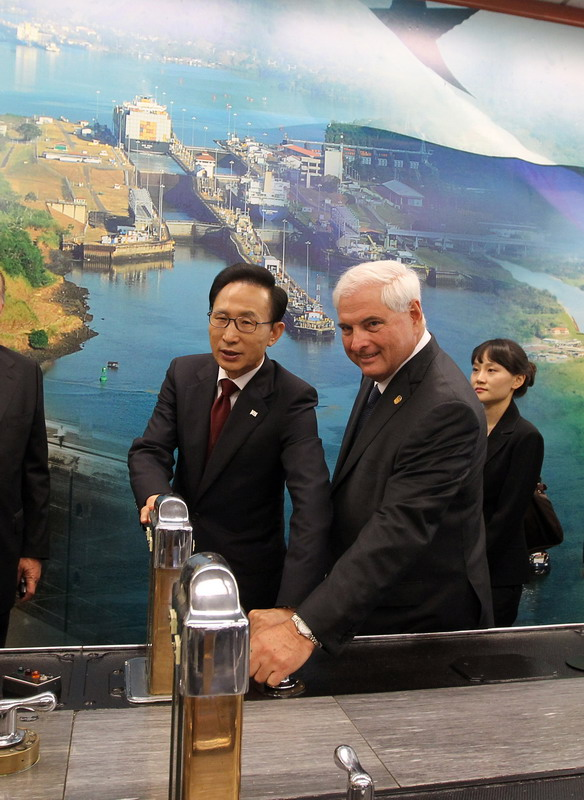
2010년 6월 파나마시티 파나마 운하 수문을 방문한 이명박 대통령(왼쪽)과 리카르도 마르티넬리 대통령(오른쪽).

대한민국-파나마 관계(Panama–South Korea relations)는 1962년에 설립된 파나마와 대한민국의 양자 관계이다. 파나마는 서울특별시에 대사관을 두고 있다. 대한민국은 파나마시티에 대사관을 두고 있다.
두 나라 모두 유엔 회원국이다.
한-파나마협회는 양국 간 상업, 학술, 문화 및 우호관계를 증진하고 강화하기 위해 2012년 설립되었다.

## 고위층의 방문
2010년은 양국 관계에 있어서 중요한 해였다. 지난 6월 이명박 대통령이 파나마를 방문했다. 이후 10월에는 청와대에서 리카르도 마르티넬리 파나마 대통령과 정상회담을 가졌다.

## 무역
2021년 파나마의 한국 수출액은 3억8천만 달러에 달했다. 대한민국은 파나마의 세 번째로 큰 수출 상대국이다.

## 같이 보기
- 파나마의 대외 관계
- 대한민국의 대외 관계
  - 인도-태평양 전략